# Karin Hirdina
Karin Hirdina (* 3. September 1941 in Krasowice; † 25. September 2009 in Berlin) war eine deutsche Philosophin, Kulturwissenschaftlerin und Hochschullehrerin.

## Leben
Hirdina studierte von 1961 bis 1965 Philosophie, Germanistik und Kulturwissenschaften an der Berliner Humboldt-Universität. Nach ihrem Studium arbeitete sie als wissenschaftliche Mitarbeiterin im Institut für Ästhetik der Universität. 1974 promovierte Karin Hirdina mit einer Arbeit unter dem Titel Der Zusammenhang zwischen sozialem und ästhetischem Programm in bürgerlichen Stadtutopien. Vier Jahre später schloss sie die sogenannte B-Promotion ab. Diese akademische Qualifizierungsform der DDR entsprach der westdeutschen Habilitation. Ihre Habilitationsschrift trug den Titel Zum Zusammenhang von Vergesellschaftung und Ästhetik: Studie zu ästhetischen Konzeptionen in den zwanziger Jahren vor. 1981 wurde diese Arbeit unter dem Titel Pathos der Sachlichkeit in beiden deutschen Staaten publiziert. 1989 wurde Karin Hirdina als Professorin für philosophische Ästhetik an der Humboldt-Universität Berlin berufen. Sie widmete sich unter anderem der Avantgarde des 20. Jahrhunderts, der Ästhetik des Alltags sowie kritischen Analysen zur DDR-Literatur. Im September 2006 ging sie in den Ruhestand.
Karin Hirdina war mit dem Designtheoretiker und Publizisten Heinz Hirdina (1942–2013) verheiratet. Beide haben eine gemeinsame Grabstätte auf dem Friedhof I der Georgen-Parochialgemeinde in Berlin-Prenzlauer Berg.

## Werke
- mit Renate Reschke (Hrsg.): Ästhetik. Aufgabe(n) einer Wissenschaftsdisziplin. Rombach Verlag, Freiburg 2004, ISBN 978-3-79309-371-8.
- Günter de Bruyn. Schriftsteller der Gegenwart 18. Volk und Wissen Verlag, Berlin 1983.
- Pathos der Sachlichkeit. Traditionen materialistischer Ästhetik. Dietz Verlag, Berlin 1981.